# Actinodaphne ambigua
Actinodaphne ambigua är en lagerväxtart som först beskrevs av Carl Daniel Friedrich Meisner, och fick sitt nu gällande namn av Joseph Dalton Hooker. Actinodaphne ambigua ingår i släktet Actinodaphne och familjen lagerväxter. Inga underarter finns listade i Catalogue of Life.